# Reformasi

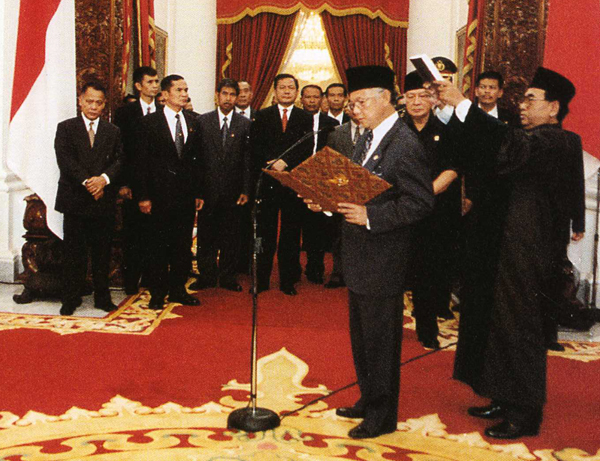
President Habibie legt de eed af

Reformasi is de hervorming van de Indonesische politiek, die in 1998 plaatsvond na het gedwongen aftreden van president Soeharto.

## Revolutie
Op 21 januari 1998 viel de Indonesische Roepia fors in verhouding tot de Amerikaanse dollar. De protesten tegen president Soeharto namen fors toe. Op 23 mei 1998 braken er rellen in Jakarta uit. Er vielen ruim 1000 doden. Ruim 2479 winkels met woning, 1026 woonhuizen, 1604 winkels, 383 kantoren, 65 banken, 45 fabrieken, 40 winkels binnen winkelcentra, 13 marktplaatsen en 12 hotels werden vernield of brandden af. Daardoor verloor Soeharto steun van zijn leger.
Het leidde uiteindelijk tot de val van Soeharto. Zijn vicepresident Habibie nam het presidentschap waar en vormde zijn Kabinet voor Hervorming van Ontwikkeling.
Met het terugtreden van Soeharto kwam er in Indonesië na vele jaren van dictatuur eindelijk ruimte voor democratische hervormingen. Onder president Habibie bloeide de Reformasi op.
Zoals vaker gebeurt wanneer een onderdrukkend systeem wegvalt, ontstond overal in het land onrust. In Atjeh bijvoorbeeld laaide het separatisme op, en in Oost-Timor brak een opstand uit. De regering-Habibie besloot om de regio's meer autonomie te geven tegenover het centrale bestuur in Jakarta.